# Antíope
|  | Per a altres significats, vegeu «(90) Antiope». |

Antíope (en grec antic Άντίοπη), va ser, segons la mitologia grega, una filla d'Èol. Amb Antíope, el déu Posidó va tenir a Beot i a Hel·lè. Aquesta és la versió que dona Higí, tot i que el mateix autor també diu que la mare de Beot va ser Melanipe. Altres tradicions diuen que la mare de Beot (i d'Èol) va ser Arne.